# Коморово (Серпецький повіт)
Коморово (пол. Komorowo) — село в Польщі, у гміні Росьцишево Серпецького повіту Мазовецького воєводства.
Населення — 75 осіб (2011).
У 1975-1998 роках село належало до Плоцького воєводства.

## Демографія
Демографічна структура станом на 31 березня 2011 року:
|          | Загалом | Допрацездатний вік | Працездатний вік | Постпрацездатний вік |
| -------- | ------- | ------------------ | ---------------- | -------------------- |
| Чоловіки | 36      | 6                  | 24               | 6                    |
| Жінки    | 39      | 8                  | 20               | 11                   |
| Разом    | 75      | 14                 | 44               | 17                   |